# 石川鈴菜
石川 鈴菜(いしかわ りんな、2001年3月2日 - )は日本の女優
。血液型A型。うお座。149㎝、S23㎝。埼玉県出身。
　　　　2025年4月1日所属している合同会社4Cと契約形態を専属契約からエージェント契約へ切り換え、所属フリー。
　　　　趣味：料理、ダイビング、旅行　特技：歌・ダンス（ジャズ、タップ、バレエ）・声ものまね
　　　　夢は死ぬまで女優として生き、死後100年後も誰かの心に残るような存在になること。

## 来歴
東京都立新宿高等学校卒業、明治大学文学部（演劇学専攻）　2024年3月卒業。
0歳の時に芸能界デビュー。パンパースのCM・広告でメインを務める。ドラマやCM、舞台に子役として出演。
7歳の時、初舞台。2013年、オーディションで約9000人もの応募者の中から、ミュージカル「Annie」の主演に抜擢され、幼い頃からの夢であったアニー役を演じた。
高校入学後、ニューヨークへ単身ミュージカル留学をする。
2017-2018年には、東宝ミュージカル「屋根の上のヴァイオリン弾き」でテヴィエ(市村正親)の末娘ビルケを好演。この時、鳳蘭、実咲凜音、神田沙也加、唯月ふうかと共演。
2020年8月にブロードウェイミュージカル『ピーターパン』に出演予定であったが、新型コロナ禍の影響で公演中止となった。
2020年6月2日　ライブ配信アプリ「Pocoha」を始める。カラオケ配信イベントでは100点達成。

## 出演

### 映画
- 「ペテン協奏曲[3]」（2024年7月、監督：松本了） - 一色瑠奈 役　U-NEXT,hulu,DMMTVなどで配信中
- 「命継ぐ[4]」（2023年、監督：Hiroshi Fukai） - 高崎美由 役　戦後80年終戦記念日に特別公開　2025年8月13日～19日　シモキタ地下室にて上映　上映後の舞台挨拶は8月19日登壇

### 舞台
- ZeroProject「リズミックタウン」（2008年11月27日 - 12月3日、東京芸術劇場 小ホール1） - 妖精ルル 役
- シノザキスタジオ「森は生きている[5]」（2009年3月28日 - 29日、セシオン杉並ホール） - 12月の精・うさぎ 役
- ミュージカルスクエア「オリバーツイスト[6]」（2010年1月15日 - 16日、三鷹市芸術文化センター 星のホール）
- SHOW-COMPANY「セレンディップの贈り物」（2010年8月7日 - 8日、シアターサンモール） - 青井茄子 役
- ブロードリーフミュージカル「葉っぱのフレディ〜いのちの旅〜」 - ダニエル 役
  - 東京公演〈春組〉（2012年7月24日 - 26日、シアター1010）[7]
  - 福島公演（2012年8月23日、いわき芸術文化交流館）[8]
- 丸美屋食品ミュージカル「Annie[9]」（2013年） - 主演・アニー 役〈トゥモロー組〉[10]
  - 東京公演（2013年4月20日 - 5月6日、青山劇場）
  - 大阪公演（2013年8月8日 - 14日、シアター・ドラマシティ）
  - 鳥取公演（2013年8月18日、とりぎん文化会館 梨花ホール）
  - 名古屋公演（2013年8月23日 - 25日、愛知県芸術劇場 大ホール）
- 東宝ミュージカル「屋根の上のヴァイオリン弾き」 - ビルケ 役[11]
  - 東京公演（2017年12月5日 - 29日、日生劇場）
  - 大阪公演（2018年1月3日 - 8日、梅田芸術劇場）
  - 静岡公演（2018年1月13日 - 14日、静岡市清水文化会館）
  - 愛知公演（2018年1月19日 - 21日、愛知県芸術劇場）
  - 福岡公演（2018年1月24日 - 28日、博多座）
  - 埼玉公演（2018年2月10日 - 12日、ウェスタ川越）
- ホリプロ「ピーターパン[12]」 - トートルズ 役[13]
  - 東京公演（2021年7月22日 - 8月1日、めぐろパーシモンホール）
  - 神奈川公演（2021年8月7日 - 8日、相模女子大学グリーンホール）
  - 大阪公演（2021年8月14日 - 15日、梅田芸術劇場）
  - 仙台公演（2021年8月21日 - 22日、イズミティ21）
  - 名古屋公演（2021年8月28日 - 29日、御園座）
- ホリプロ「ピーターパン[14]」 - ふたご2 役
  - 東京公演（2022年7月23日 - 24日、東京国際フォーラム ホールC）
  - 大阪公演（2022年8月13日 - 14日、梅田芸術劇場）
- 文化活動支援会まつり「学徒隊[15]」（2022年9月9日 - 11日、南大塚ホール） - 橘沙也加 役[16]
- ネルケプランニング『舞台「ウマ娘 プリティーダービー」〜Sprinters’ Story〜』（2023年1月15日 - 29日[注釈 1]、ステラボール） - アンサンブル
- アイエス・フィールド「朗読劇 屋上の鍵の開け方をね、極秘のルートでゲットしたのだよ」Teamサクラ（2023年4月6日 - 8日、アトリエファンファーレ東新宿） - 馬場ちゃん 役[17]
- 舞台「転生したらスライムだった件」 - アンサンブル
  - 大阪公演（2023年8月3日 - 5日、新大阪・メルパルクホール大阪）
  - 東京公演（2023年8月11日 - 14日、外苑前・日本青年館ホール）
- 舞台「転生したらスライムだった件 〜魔王来襲編&人魔交流編〜」 - アンサンブル
  - 東京公演（2024年7月25日 - 29日、天王洲・銀河劇場）
  - 大阪公演（2024年8月2日 - 3日、大阪・サンケイホールブリーゼ）
- F.entertainment「アインザッツ!!～約束のクリスマス～[18]」（2024年12月18日‐22日、六行会ホール） - ヒロイン 湖東千里 役[19]
- 予定　舞台「桜舞し、若葉の芽吹くころ」（2025年11月7日、8日　かながわアートホール）　ヒロイン　桜姫　役

### ネット配信
- I Love Annie実行委員会「Song and Love with Annie's OG[20]」（2020年9⽉26⽇、Youtube）
- 明治大学シェイクスピアプロジェクト「ロメオ、エンド、ジュリエット[21]」（2020年10月3日、Youtube） - ジュリエット 役
- 「SLE疾患啓発動画」(2024年)百瀬美咲　役

### テレビドラマ
- NHK「僕はあした十八になる[22][23]」（2001年11月） - 石井梢子 役[24]
- NHK「利家とまつ」（2002年） ※エキストラ出演
- NTV『超再現!ミステリー』「黒揚羽の夏」（2011年8月） - 主演・滴原美和 役
- NTV『24時間テレビ』「群青」（2014年8月） - さやか 役
- テレ東「95」（2004年）‐生徒・松並さえ　役

### アニメ声優
- 「蟲師 続章」（2014年） - アカネ 役[25]

### バラエティ
- テレビ朝日『関ジャニの仕分け∞』「歌うまキッズNo.1決定戦」（2013年12月）

### ラジオ
- 渋谷クロスFMラジオ「HAPPYSTAGE」（2017年2月 - 2018年3月） - ラジオパーソナリティー[26][27]

### CM
- 「パンパース」（2003年）[28]
- 「めちゃコミックオークの樹の下で」2024年webCM

### 歌手
- 「風のチカラ」（2024年）作詞リリース　JOYSOUNDにてカラオケ配信（2025年11月2日まで）　　　　　　　　　　　　　　　　　　　　　　　　　企画・プロデュースの西寿菜企画の8singer project vol.3　8組のシンガーを集め、それぞれに楽曲プロデュースをし、その8曲を1枚のアルバムに収録、10月6日中目黒にてレコ発ライブ、10月6日サブスク配信のクラウドファンディング企画にて資金が集まり作詞/歌手デビュー
- 「ありがとうを」　2025年5月22日　リリース　（Pocochaイベントで入賞して）

### Pococha
- 配信アプリ「Pococha」（2020年6月2日ライバーデビュー）2023年12月22日にS帯ライバーへ
- 2025年1月の歌ウマライバー企画ではカラオケ2曲100点　冬が来る前に/紙ふうせん　冬景色/芹洋子
- 2025年5月の歌ウマライバー企画ではカラオケ1曲100点　セーラー服と機関銃/薬師丸ひろ子
- 2025年7月の歌ウマライバー企画ではカラオケ1曲100点　ガラスの林檎/松田聖子　今回はボーダー達成できず

### YouTube
- りんなの挑戦を開設　2024年4月　2本の動画公開

### その他イベント
- 映画『ゆるし』初日舞台挨拶　2024年3月22日　アップリンク吉祥寺　司会
- 陸上自衛隊第１師団創立62周年記念・練馬駐屯地創設73周年記念行事　2024年4月7日「TOMORROW」第１音楽隊with石川鈴菜
- 陸上自衛隊大宮駐屯地創立67周年記念行事　2024年6月2日　独唱
- バロン吉元先生『あゝ、荒野』発売記念ライブペインティング＆サイン会　2025年5月10日　新宿紀伊国屋書店　司会
- 陸上自衛隊大宮駐屯地夏祭り　2025年7月23日　協力として「TOMORROW」「風のチカラ」二曲披露